# José Segundo Decoud
José Segundo Decoud Domecq (Assunção, Paraguai; 14 de maio de 1848 - Ibid; 3 de março de 1909) foi um político, jornalista, diplomata, senador e ex-militar paraguaio, considerado uma das figuras ilustres do liberalismo em seu país, foi o fundador e precursor da ideologia do ANR-Partido Colorado do qual foi reitor de seu ato constitutivo e primeiro vice-presidente do mesmo.

## Infância e estudos
Filho de Juan Francisco Decoud e María Luisa Concepción Domecq, José Segundo nasceu em Assunção em 14 de maio de 1848, durante a presidência de Don Carlos Antonio López.
Todos os seus parentes eram opositores do regime de López, a execução de seus tios Teodoro e Gregorio por traição obrigou sua família ao exílio, ele cursou o ensino médio com seu irmão Juan José, no Colégio del Uruguay, que era na época, um qualificado centro educacional do Prata. Ele então estudou direito na Universidade de Buenos Aires.
Segundo Carlos Zubizarreta, “Decoud militou em oposição ao governo López e, como outros de seus concidadãos, se alistou na Legião Paraguaia, da qual se retirou envergonhado assim que soube do texto do iníquo Tratado da Tríplice Aliança.”
Está registrada sua participação nos termos da capitulação da Uruguaiana, em 18 de setembro de 1865. Esta ação foi realizada por outros membros da Legião como seu pai, o comandante Juan Francisco Decoud, Benigno Ferreira e Jaime Sosa Escalada.

## Clube do Povo
Após a guerra e com o consentimento dos plenipotenciários aliados José María Paranhos e José Roque Pérez, iniciou-se o fervoroso trabalho eleitoral que levaria anos depois à fundação dos partidos tradicionais e ao estabelecimento do primeiro governo provisório. A primeira tentativa foi a criação do Club del Pueblo, cujo ato de fundação data de 26 de junho de 1869.
A primeira diretoria era composta por:
- Sr. Ignacio Sosa, Presidente
- José Maria Maza, vice-presidente
- José Segundo Decoud, Secretário

Rufino Taboada, Manuel Valle, Juan B. Careaga, Ezequiel Román, Eustaquio Aranda, Membros.

## Trabalho jornalístico
Ao lado de Juan José, Facundo Machaín, Juan Silvano Godoy e Cayo Miltos, José Segundo Decoud foi a mais brilhante expressão dos intelectuais da época, com atuação destacada nos campos da política, jornalismo, direito e letras.
Seu nome aparece como colunista e editor de “La Regeneración”, que circulou sob a direção de Héctor Francisco Decoud, em Assunção, de outubro de 1869 a setembro de 1870 e levou à candidatura de Cirilo Antonio Rivarola.
Colaborou em outros jornais como "La Reforma" e "La Opinión Pública". Comunicador ativo, seus escritos foram publicados em todos os jornais de circulação após a guerra, tanto em Assunção quanto em Corrientes e Buenos Aires.
Publicou outras obras: a tradução do inglês para o espanhol de “The Science of Government” de José Alden. “Memórias históricas” e “Amizade. Questões Políticas e Econômicas”, editado em 1876; "El patriotismo" em 1905, são obras que o distinguem pela sua capacidade narrativa e pelo seu agudo sentido de observação da realidade sociopolítica do seu país, mas foi na política que se revelou com maior força.

## Vida política
Suas primeiras participações foram feitas como convencional para a elaboração da Constituição de 1870 e como secretário do primeiro governo do pós-guerra (Guerra do Paraguai), o Triunvirato. Mais tarde foi Ministro do Interior e da Instrução Pública.
A partir desse momento, ele estava firmemente ligado à administração pública. Foi Ministro do Culto e Instrução Pública e depois das Relações Exteriores no governo de Cándido Bareiro (1878-1880). Ocupou o Ministério da Fazenda no mandato de Juan Gualberto González (1890-1894). Foi novamente Ministro das Relações Exteriores durante a presidência de Emilio Aceval.
A renúncia forçada do presidente Juan Gualberto González, cunhado de José Segundo, deu origem ao pensamento de que ele seria substituído por ele. A situação política foi gerida por intrigantes de gabinete: as pressões sofridas por Decoud de Rufino Mazó, Eusebio Mongelós e Rufino Careaga, representando os homens fortes, Juan Bautista Egusquiza e Bernardino Caballero, forçaram sua remoção, dando origem à presidência caiu nas mãos de Marcos A. Morínigo.
A gestão diplomática de Decoud se deu com a nomeação como ministro plenipotenciário perante os governos do Brasil e Uruguai.
Homem de fortes princípios liberais, foi fundador em 1887, juntamente com Bernardino Caballero e outros, da Associação Nacional Republicana, entidade à qual dedicou muitos anos do seu talento de homem honesto e capaz.
O Paraguai não se beneficiou o suficiente de um dos homens mais bem dotados para o exercício do governo. Seu esclarecimento e boas intenções se perderam em meio à maré anárquica que varreu a nação paraguaia nos primeiros anos de sua reorganização.
Após inúmeras tentativas que remontam aos tempos coloniais, em 24 de setembro de 1889, apenas 19 anos após o fim da guerra, foi criada a Universidade Nacional de Assunção. A figura de destaque de José Segundo Decoud está entre os que delinearam o projeto de funcionamento da primeira instituição de ensino superior.
Depois de um longo trabalho como servidor público, ele teve que enfrentar uma acusação promovida por Juan Silvano Godoi, dentro do Senado, de pretensões anexionistas com a Argentina e traição ao país. Manuel Domínguez defendeu-o com altivez, obtendo a absolvição do célebre político. O historiador Carlos R. Centurión refere-se ao fato de que a discussão levantada como resultado da acusação contra o chanceler Decoud, constitui uma das páginas mais belas e ardentes da antiga vida parlamentar no Paraguai.
Em 2014, o historiador e diplomata Ricardo Scavone Yegros compilou a maior parte de seus escritos publicados, com um estudo crítico.

## Suicídio
Pôs fim à vida, em Assunção, em 4 de março de 1909. A carta de despedida para sua esposa, preservada por seu neto Francisco Legal, diz:
“Meu bem: Que terríveis dúvidas afligem meu espírito! Ter pensado tanto em uma solução e hesitado no último momento! Um suor frio, escuro como o anúncio de uma desgraça iminente, percorre meu corpo congelado e experimento a sensação insondável de estar no limiar de dois mundos. Passageiros da vida, enfim, esse é o nosso destino. Nossa vontade só pode prolongar uma agonia por anos ou beber o cálice em um instante. Essa é, em poucas palavras, a dúvida cruel que me toma. E só eu devo tomar a decisão. As lembranças distantes da juventude passarão pela minha retina, como um caleidoscópio mágico. As batalhas sangrentas contra a tirania na grande guerra. Nosso amor, santificado diante do altar. O nascimento dos nossos filhos. Meus cuidados com a coisa pública. E devo confessar-te um pecado. Sacrifiquei você e minha amada família, diante do altar da Pátria. Todos os meus esforços estavam voltados para ela e adiei os meus. Não é hora de eu finalmente me sacrificar? O que bebe do cálice da amargura? Que num ato terrivelmente sublime, pague a culpa de ter te esquecido? Nunca ouvi nenhuma reprovação de seus lábios, apenas uma advertência velada ocasional sobre o que meus amigos diziam uns aos outros, pelo menos, aqueles que eu considerava tais, que nunca me entendiam, e antes me difamavam. Eu nunca aceitei a desapropriação da nação. Por isso não acumulei fortuna. Enquanto isso, outros, cobertos sob o dossel da minha total dedicação à República, forjaram um imenso patrimônio ao colocar a cidade em leilão. Costumavam dizer que minha honestidade me tornava perigoso, porque enquanto eu estava ciente da abordagem consumada contra o Tesouro público, Não me envolvi com ninguém, o que me permitiu ser juiz de todos eles. E algum dia eu poderia colocá-los no banco. Eles trouxeram minha ambição. Não foi a minha ambição mais do que cumprida, tendo servido a meus compatriotas desde 1864 até o dia anterior? Tantos anos trabalhando para a Pátria, não refutam a falsa acusação? Meus detratores dizem que fundei a Associação Nacional Republicana para meu próprio benefício. Mas quem são os favorecidos? Aqueles que têm palácios opulentos em Assunção e grandes fazendas no campo e portos no litoral que competem com a capital, mas com tráfico reconhecidamente ilegal. E os beneficiários dos grandes empréstimos, como o Gill, Bareiro e General Caballero? E os seus amigos? E aqueles que fundaram vários bancos? A todos eu digo: Vá retro, Satanás! Com minha casa hipotecada e meus compromissos que, por honra, estou pagando laboriosamente e que me matam pouco a pouco a cada dia. Não faltam aqueles que me chamam de "traidor da Pátria", por ter participado de uma cruzada americana para libertá-la de um tirano. Na Grécia e em Roma, aqueles que a libertaram de seus tiranos foram chamados de "Pater Patri" (Pais da Nação). Ó vezes; Ah costumes! Com esta propaganda envenenaram os corações dos paraguaios e só a Providência conhece as provações que o destino reserva aos nossos filhos! Lembro-me que sendo Dom Juan G. González, presidente da República, deliberou um cenáculo republicano para procurar o sucessor no final de seu mandato. Nomes foram jogados ao redor. E o meu surgiu. Não faltou Agustín Cañete, escriturário de Lopez, que ousou me desafiar. Foi a única vez que vi Caballero verdadeiro: “Eu mesmo teria lutado contra López, se não fosse pelo fato de observar de perto minha mãe e minhas irmãs e as teria vitimado se desse tal passo.” Isso ele disse em particular. Mas através da imprensa periódica ele usou a falsidade de Cañete para me subordinar. Ó homens de Lopez! Todos cortados do mesmo tecido! A injustiça esmagou meu espírito. E continuei a servir os governos republicanos que vieram depois. Não permitia mais que ninguém falasse comigo sobre candidaturas. Eu só os avisei mil vezes que o Partido Nacional Republicano se reformava, ou sua queda seria uma mera questão de tempo. E veio 1904. E com ele, tudo o que tivemos que suportar. O partido triunfante me convidou para formar fileiras. E eu o rejeitei, porque vou morrer republicano, embora terrivelmente decepcionado com seus homens. Meu tipo: Queria escrever-te uma carta íntima e pessoal, e mais uma vez cometo o erro de falar contigo sobre assuntos públicos. É que carrego no coração o amor pela minha pátria e só se extinguirá quando parar de bater… o que é o mesmo que dizer logo. Os cidadãos da antiguidade clássica preferiam a morte a uma vida estéril interrompida pelas baixas paixões dos homens. Concebi assim a ideia de uma imolação, como um sacrifício pessoal diante do altar sagrado da Pátria. Espero que este holocausto encerre a lista daqueles que, tendo-lhe dado toda a vida, também sucumbem oferecendo-lhe a própria morte! Deixe os mortos enterrarem seus mortos! Hoje, 3 de março de 1909. Adeus… José Segundo Decoud”